# Anthropophyteia
Die Anthropophyteia bzw. mit vollem Titel Anthropophyteia. Jahrbücher für folkloristische Erhebungen und Forschungen zur Entwicklungsgeschichte der geschlechtlichen Moral ist eine Sammlung zur Sexualfolklore und ethnologischen Sexualforschung, die mit zwei begleitenden Reihen (den Beiwerken und den Historischen Quellenschriften) zusammen erschien. Das wichtige Grundlagenwerk zur Sexualforschung und Sittengeschichte wurde von Friedrich S. Krauss als Fortsetzung der Kryptadia (1883–1914) gegründet und ab Band IV im Verein mit Bernhard Hermann Obst herausgegeben. Sie erschien von 1904 bis 1913 in Leipzig bei der Deutschen Verlag-Aktien-Gesellschaft und ab Bd. VII im Ethnologischen Verlag. Die Schriften erschienen als Privatdruck und waren „nur für Gelehrte, nicht für den Buchhandel bestimmt“.
Es ist eine der umfassendsten Sammlungen zur ethnologischen Sexualforschung. Zahlreiche herausragende Vertreter der Völkerkunde, Medizin und Rechtswissenschaften haben daran mitgewirkt. Die Reihe erschien unter redaktioneller Mitwirkung und Mitarbeiterschaft von Thomas Achelis, Friedrich J. Bieber, Iwan Bloch, Franz Boas, Georg Buschan, Albert Eulenburg, Sigmund Freud, Anton Herrmann, Juljan Jaworskij, Alexander Mitrovic, Albert Neisser, Giuseppe Pitrè, Ferdinand Freiherr von Reitzenstein, Isak Robinsohn, Karl von den Steinen, Gerald Camden Wheeler und anderen.
Der Herausgeber wurde ab 1910 in zahlreiche Prozesse verwickelt, in deren Zuge es auch zur Beschlagnahme der Jahrbücher kam.
Die Anthropophyteia erschien „unter Ausschluß des Buchhandels und der breiten Öffentlichkeit, nur fur Gelehrte, die eine wissenschaftliche Bildung genossen und daher jene Vorurteillosigkeit erworben haben, die eine unerläßliche Vorbedingung für eine rein sachliche Beurteilung von Naturerscheinungen ist.“

## Beiwerke zum Studium der Anthropophyteia
Ebenfalls von Krauss herausgegeben wurden die Beiwerke zum Studium der Anthropophyteia, die auch nach Einstellung der Hauptreihe weiter erschienen.
Die Serie wurde zwischen 1909 und 1929 veröffentlicht. Die Serie überlebte die Geschichte und wurde auch nach ihrem Verbot im Jahr 1913 weiter veröffentlicht. Schließlich wurde auch diese Serie verboten.

### Übersicht
1. Die Zeugung in Glauben, Sitten und Bräuchen der Völker. Von Jakob Anton.
2. Das Geschlechtsleben in Glauben, Sitte, Brauch und Gewohnheitsrecht der Japaner / Friedrich S. Krauss
3. Das Geschlechtsleben des Ukrainischen Bauernvolkes / Aufzeichnungen von Pavło Tarasevskyj. Einleitung und Parallelnachweise von Vołodymyr Hnatjuk. Vorwort und Erläuterungen von Friedrich S. Krauss. Teil: 	1: Folkloristische Erhebungen aus der russischen Ukraina: 319 Schwänke u. novellenartiger Erzählungen, die in der Gegend von Kupjansk und Šebekyno der Gouvernements Charkiv und Kursk gesammelt worden
4. Die eheliche Ethik zur Zeit Jesu. Beitrag zur zeitgeschichtlichen Beleuchtung der Aussprüche des Neuen Testaments in sexuellen Fragen von Hjalmar J. Nordin.
5. Folkloristische Erhebungen in Österreich-Ungarn: 400 Schwänke und novellenartiger Erzählungen, die in Ostgalizien und Ungarn gesammelt worden. Tarasevśkyj, Pavło
6. Der Unrat in Sitte, Brauch, Glauben und Gewohnheitsrecht der Völker / von John Gregory Bourke. Verdt. und neubearb. von Friedrich S. Krauss und H. Ihm. Mit einem Geleitw. von Sigmund Freud
7. Das Geschlechtsleben in Sitte, Brauch, Glauben und Gewohnheitsrecht des italienischen Volkes: Erhebungen u. Forschungen / von Raffaele Corso. Nach d. Handschrift verdeutscht von . J. K. Mit e. Geleitw. von Friedrich S. Krauss
8. Texte aus den La Plata Gebieten in volkstümlichem Spanisch und Rotwelsch. Zusammengestellt von Victor Borde.
9. Das Minnelied des deutschen Land- und Stadtvolkes. Abhandlungen und Sammlungen von Alfred Webinger, W. Aldheiden, F.J. M. in Bonn ... Hrsg. von Friedrich S. Krauss.

## Historische Quellenschriften zum Studium der Anthropophyteia
Ebenfalls von Krauss herausgegeben wurden die Historischen Quellenschriften zum Studium der Anthropophyteia. Unter Mitwirkung von Ethnologen, Folkloristen und Naturforschern, die 1906 und 1907 erschienen, insgesamt vier Bände.
- Band I:  Volkstümliche Dichtungen der Italiener
- Band II: Deutsche Schwankerzähler des XV. bis XVII. Jahrhunderts. Heinrich Bebels Facetien
- Band III: Deutsche Schwankerzähler des XV. bis XVII. Jahrhunderts. Jacob Frey, Michael Lindener und Graf Froben von Zimmern
- Band IV: Deutsche Schwankerzähler des XV. bis XVII. Jahrhunderts. Adrian Wurmfeld von Orsoy, August Tünger und Verschiedene.